# 아르만도 이초
아르만도 이초(이탈리아어: Armando Izzo, 1992년 3월 2일 ~ )는 현재 세리에 A의 몬차에서 수비수로 뛰는 이탈리아의 축구선수이다.

## 클럽 경력
나폴리에서 태어난 이초는 고향팀인 나폴리의 유소년 팀에서 선수 생활을 시작하였고, 그후에 트리에스티나로 임대를 떠났다.
2012년 1월 31일, 이초는 그 이전의 소속팀이 파산한후, 레가 프로 소속팀 아벨리노와 공동 소유 계약을 맺으며 입단했다.
2013년 8월 24일에 노바라를 2-1로 이긴 경기에서 선발로 출전하며 세리에 B 데뷔전을 치렀고, 그의 첫 골은 다음 해의 3월 7일에 엠폴리를 1-0으로 이긴 경기에서 터트렸다.
2014년 7월 14일, 이초는 아벨리노에서 2년 6개월을 뛴 후, 1부 리그팀 제노아에 입단했다.